# Fráter Katalin
Fráter Katalin névvariáns: Fráter Kata (Székesfehérvár, 1958. július 3. – Budapest, 2000. augusztus 19.) magyar színésznő.

## Életpálya
Székesfehérváron született, 1958. július 3-án. A Színművészeti Főiskolán Marton Endre osztályában színésznőként diplomázott 1982-ben. Pályáját a Miskolci Nemzeti Színházban kezdte. 1988-tól a egri Gárdonyi Géza Színház, 1990-től a Nemzeti Színház tagja volt. 1992-től a szekszárdi Magyarországi Német Színház színésznője volt. 1998-tól ismét Egerben játszott. Vendégművészként szerepelt a debreceni Csokonai Színházban is. A magánéletben Bregyán Péter színművész volt a házastársa. Közös gyermekük Bálint 1991-ben született. 2000. augusztus 19-én, 42 évesen hunyt el.

## Fontosabb színházi szerepei
- Heltai Jenő: A néma levente... Beatrix; Carlotta
- Madách Imre: Az ember tragédiája... Helene; Hippia; kéjnő
- Örkény István: Tóték... Ágika
- Carlo Goldoni: Két úr szolgája... Clarice
- Carlo Goldoni: Mirandolina... Dejanira
- Per Olov Enquist: Ének Phaedráért... Aricia
- Maurice Maeterlinck: A kék madár... Tyltyl
- William Shakespeare: Ahogy tetszik... Rosalinda
- Anton Pavlovics Csehov: Cseresznyéskert... Ánya
- Sarkadi Imre: Oszlopos Simeon... Zsuzsi
- Jean Anouilh: Euridike... Euridike
- Alekszandr Mihajlovics Galin: Csillagok a hajnali égbolton... Anna
- Georg Büchner: Danton halála... Lucille
- John Kander – Fred Ebb: Chicago... Velma Kelly
- Vörösmarty Mihály: Csongor és Tünde... Ledér
- Henrik Ibsen: Peer Gynt...Ingrid
- Hans Klein: Batzlibutzli, az erdei manó... Seppl
- Frank Wedekind: Lulu... Geschwitz grófnő
- Kármán József – Szabó Magda: Fanni hagyományai... Izsápy felesége
- Harold Pinter: Hazatérés... Ruth
- Valentyin Petrovics Katajev: A kör négyszögesítése... Tánya
- Ödön von Horváth: Mesél a bécsi erdő... Valéria
- George Bernard Shaw: Szent Johanna... hercegnő
- George Bernard Shaw: Pygmalion... Liza
- Hubay Miklós: Ők tudják mi a szerelem... Charlotte
- Thomas Brasch: Asszonyok, háborúk, vígjáték... Souffleuse
- E. T. A. Hoffmann – Papp Zoltán: Mese a kemény dióról... szakácsnő, udvarnagy
- Friedrich Dürrenmatt: A nagy Romulus... Julia
- Füst Milán: A zongora... Módi Johanna

## Filmek, tv
- Budapesti mesék (1977)
- Mephisto (1981)
- Családi kör (sorozat) (1981)
- Tegnapelőtt (1982)
- Liszt Ferenc (sorozat) A világcsavargó című rész (1982)
- Egymilliárd évvel a világvége előtt (1983)